# Estación de Sabiñánigo
Sabiñánigo es una estación ferroviaria situada en el municipio español de Sabiñánigo en la provincia de Huesca, comunidad autónoma de Aragón. Dispone de servicios de Media Distancia operados por Renfe.

## Situación ferroviaria
La estación se encuentra en el punto kilométrico 177,8 de la línea de ferrocarril que une Zaragoza con la frontera francesa por Canfranc a 780 metros de altitud, entre las estaciones de Orna de Gállego y la de Jaca.

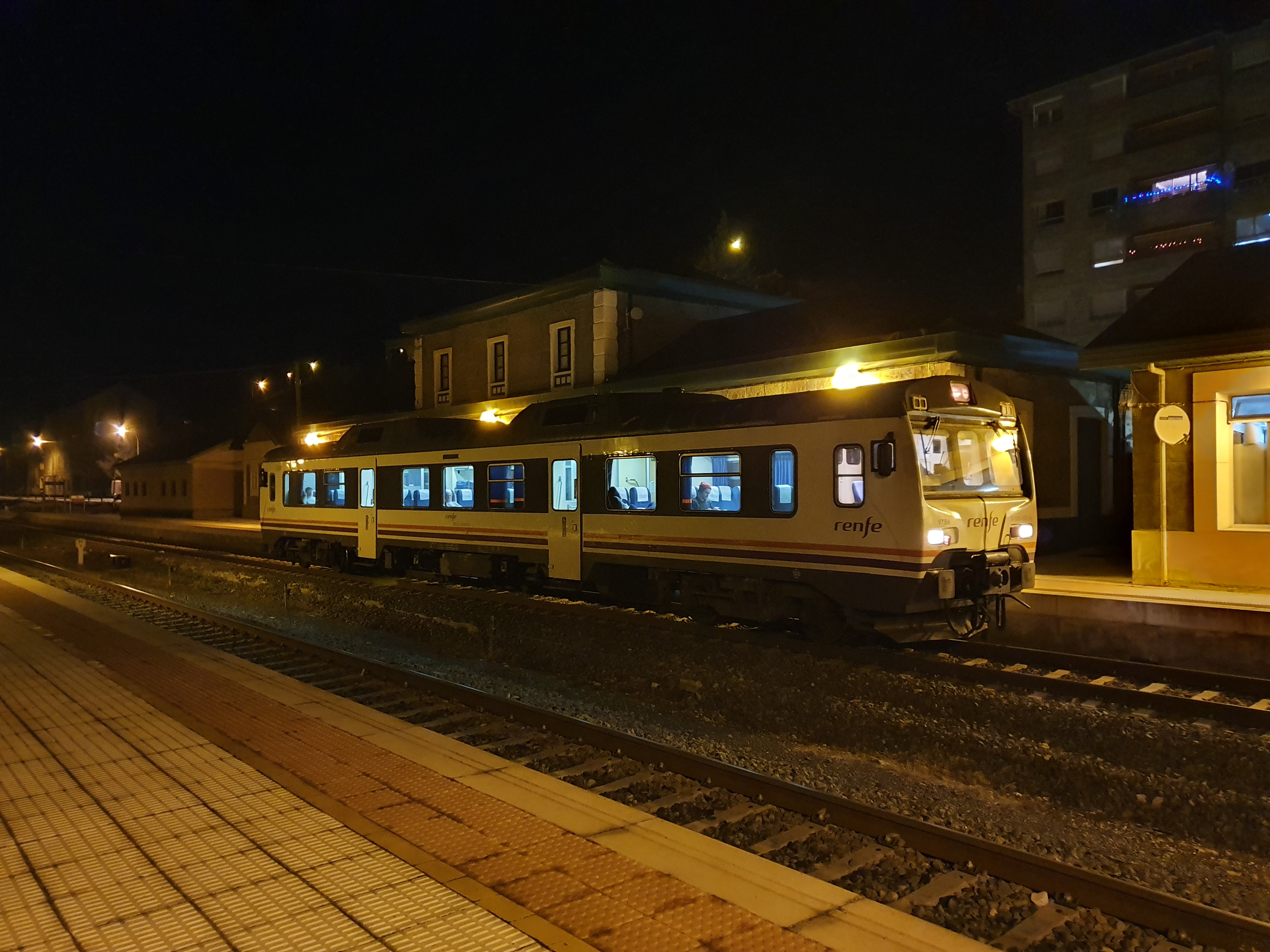
Un tren "Tamagochi", serie 596 de Renfe Operadora, estacionado en la via 1 (principal) de la estación en 2019.

No obstante lo anterior, el poste kilométrico marca 94,3 km, ya que ésta es la distancia que la separa de la estación de Huesca, donde se reinicia el kilometraje.

## Historia
La estación fue inaugurada el 1 de junio de 1893 con la puesta en marcha del tramo Huesca-Jaca de la línea que pretendía unir Zaragoza con la frontera francesa por Canfranc. Aunque dicho tramo fue abierto y explotado desde un primer momento por Norte la concesión inicial había recaído en la Sociedad Anónima Aragonesa la cual cedió la misma a Norte. En 1941, la nacionalización del ferrocarril en España supuso la desaparición de las compañías existentes y su integración en la recién creada RENFE. 
Desde el 31 de diciembre de 2004 Renfe Operadora explota el tráfico ferroviario mientras que Adif es la titular de las instalaciones.

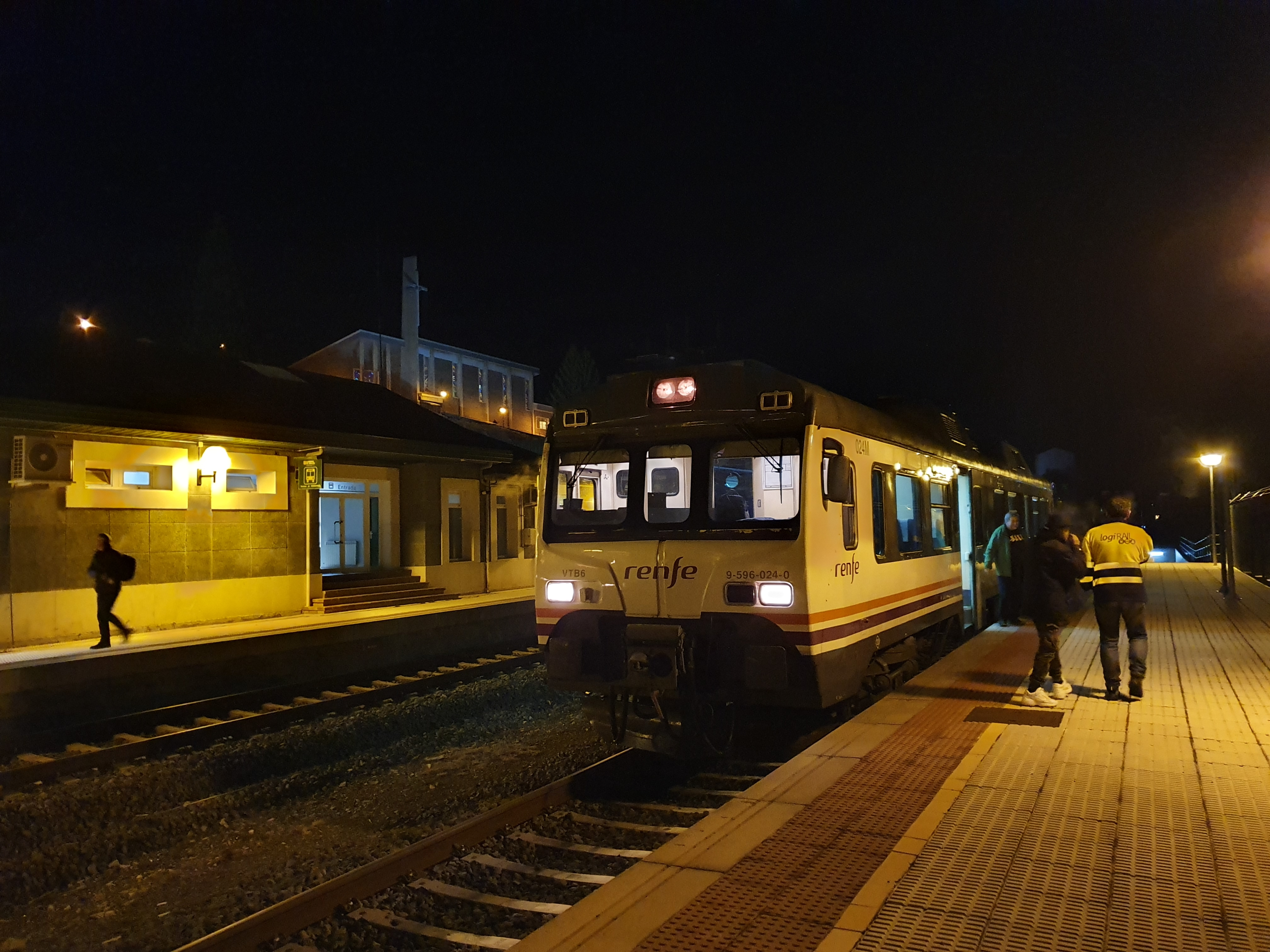
"El Canfranero" en la vía 2 (derivada) de la estación.

## La estación
Se sitúa al noroeste de la localidad. Cuenta con un edificio para viajeros de base rectangular formado por un cuerpo central de dos alturas y dos anexos laterales de planta baja. Dispone de dos andenes laterales a los que acceden dos vías, siendo la vía 1 la general frente al edificio de viajeros y la derivada la vía 2. 
El tendido ferroviario se renovó entre Caldearenas-Aquilue y Jaca en 2007, aunque sin rectificar el trazado, por lo que la mayoría del trazado discurre a 75 kmh, salvo un pequeño tramo de 90 kmh.
Disponía de más vías de apartado pero fueron retiradas por Adif, al completar los trabajos de renovación del recinto, que también instaló pasos subterráneos para el cambio de andén. Queda una tercera vía, que canaliza el tráfico de mercancías desde una planta química cercana y que finaliza en toperas.
La estación es la única de su línea al norte de Huesca que tiene desvíos motorizados, por lo que Renfe Operadora programa aquí los cruces de trenes.
El 31 de diciembre de 2019, se cerró la taquilla de venta de billetes, pero solo 15 días más tarde se reabrieron con personal de Adif, que se hará cargo de este servicio de forma provisional, hasta que lo asuma de forma permanente personal de Renfe Operadora.
El horario de la estación es diario de 05:30h a 22:00h. Está catalogada como de categoría 5.

## Servicios ferroviarios

### Media Distancia
Los trenes de Media Distancia operados por Renfe tienen como principales destinos Zaragoza, Huesca, Jaca y Canfranc.
| Línea MD | Trenes   | Origen/Destino           |  | Destino/Origen |
| -------- | -------- | ------------------------ |  | -------------- |
| 56       | Regional | Zaragoza-Delicias Huesca |  | Jaca Canfranc  |